# Joaquim Chissano
Joaquim Alberto Chissano [ʒu̯ɐˈkim alˈbɛrtu ʃiˈsanu] (ur. 22 października 1939 w prowincji Gaza) – polityk mozambicki, premier Mozambiku od 20 września 1974 do 25 czerwca 1975, prezydent Mozambiku od 6 listopada 1986 do 2 lutego 2005.
W latach 60. zaangażował się w ruch FRELIMO. Od 1975 był ministrem spraw zagranicznych kraju. W 1986, po tragicznej śmierci Samory Machela, objął stanowisko prezydenta. W 1994 wygrał, demokratyczne już, wybory prezydenckie. W 1999 został wybrany na kolejną kadencję, uzyskując 52,3% głosów. W obu głosowaniach pokonał przywódcę partii RENAMO, Afonso Dhlakamę.
Przed wyborami prezydenckimi przeprowadzonymi w grudniu 2004 ogłosił, iż nie będzie kandydował. Zwyciężył wówczas inny kandydat FRELIMO, Armando Guebuza.
W 2007 roku został wyróżniony Nagrodą Fundacji Mo Ibrahima.